# 1402-es busz
Az 1402-es jelzésű autóbuszvonal távolsági autóbuszjárat Eger és Hévíz között, melyet a Volánbusz Zrt. lát el.

## Közlekedése
A járat Egert és Hévízet köti össze. Menetideje Hévíz felé 6 óra 15 perc, Eger felé 6 óra 20 perc. Eger és Gyöngyös között a 25-ös főúton és 3-as főúton közlekedve megáll több településen. Gyöngyös után az M3, M0 és az M7 érintésével éri éri el Siófokot. Siófok és Zamárdi között ismét az M7-esen közlekedik a járat. Zamárditól főutakon közlekedik tovább Hévízig.
Nyári tanszünetben naponta egy járatpár szállítja az utasokat. A járatok az M1-M7 budaörsi pihenőhelyen 10 perc pihenőt tartanak.

## Megállóhelyei
| 0  | Eger, autóbusz-állomás végállomás                    | 55 | 2, 2A, 4, 5, 5A, 6, 7, 7A, 11, 12, 14, 14E, 16, 17, 112, 914 1049, 1050, 1053, 1054, 1343, 1344, 1346, 1347, 1348, 1349, 1351, 1352, 1354, 1362, 1380, 1383, 1426, 1427, 1428, 1447, 1466, 1468, 1517 3400, 3402, 3403, 3405, 3406, 3407, 3408, 3409, 3410, 3411, 3412, 3414, 3415, 3416, 3417, 3418, 3419, 3420, 3423, 3424, 3426, 3430, 3431, 3433, 3434, 3435, 3440, 3441, 3442, 3443, 3444, 3445, 3446, 3448, 3450, 3455, 3456, 3457, 3458, 3462, 3469, 3470, 3471, 3472, 3473, 3474, 3476, 3479, 3481, 3482, 3483, 3484, 3488, 3604, 3660, 3667, 4012, 4014, 4015, 4021, 4157 |
| ∫  | Eger, Színház                                        | 54 | 2, 2A, 7, 7A, 11, 12, 14, 14E, 17, 112 1053, 1054, 1343, 1344, 1346, 1348, 1362, 1426, 1427, 1428, 1447, 1468, 1517 3402, 3408, 3410, 3411, 3414, 3419, 3420, 3423, 3424, 3426, 3430, 3431, 3433, 3434, 3435, 3436, 3440, 3441, 3442, 3443, 3444, 3445, 3448, 3667, 4014, 4015, 4021, 4022, 4157 |
| 1  | Eger, Vasútállomás bejárati út                       | 53 | 11, 12, 14, 14E, 112, 113 1050, 1053, 1054, 1343, 1346, 1348, 1362, 1380, 1427, 1466, 1517 3400, 3402, 3408, 3410, 3411, 3414, 3423, 3424, 3426, 3430, 3431, 3433, 3434, 3435, 3436, 3440, 3441, 3442, 3443, 3444, 3445, 3446, 3448, 3472, 3479, 3482, 3484, 3667, 4015, 4157 személyvonat, Agria InterRégió |
| 2  | Eger, Tompa utca                                     | 52 | 6, 11, 12, 14, 14E, 16, 112, 113, 914 1050, 1053, 1054, 1343, 1346, 1348, 1362, 1380, 1427, 1466, 1517 3402, 3408, 3410, 3411, 3414, 3423, 3424, 3426, 3430, 3431, 3432, 3433, 3434, 3435, 3436, 3440, 3441, 3442, 3443, 3444, 3445, 3446, 3448, 3472, 3479, 3482, 3484, 3667, 4015, 4157 |
| 3  | Kerecsend, Fő út 60.                                 | 51 | 1050, 1054, 1343, 1348, 1362, 1427, 1466, 1517 3423, 3424, 3430, 3431, 3433, 3434, 3440, 3441, 3442, 3443, 3444, 3445, 3446, 3448, 3450, 3667 |
| 4  | Kápolna, Dembinszky út                               | 50 | 1050, 1054, 1348, 1427 3441, 3442, 3443, 3444, 3445, 3446, 3448, 3456, 3667, 3683, 3684 |
| 5  | Detk, bejárati út                                    | 49 | 1050, 1054, 1348, 1427 3445, 3448, 3665 |
| 6  | Karácsond, bejárati út                               | 48 | 1050, 1054, 1348, 1427 3445, 3448 |
| 7  | Halmajugra, bejárati út                              | 47 | 1050, 1054, 1348, 1427 3445, 3448 |
| 8  | Gyöngyös, autóbusz-állomás                           | 46 | 1A 1040, 1044, 1045, 1046, 1049, 1050, 1054, 1066, 1068, 1069, 1301, 1305, 1308, 1348, 1427, 1469, 1515 3445, 3448, 3471, 3492, 3604, 3612, 3650, 3652, 3655, 3656, 3660, 3662, 3663, 3664, 3665, 3666, 3670, 3671, 3675, 3677, 3678, 3679, 3680, 3681, 3688, 3691, 3693, 3694, 3696, 3697, 3698, 4602, 4653 |
| 9  | Gyöngyös, toronyház                                  | 45 | 1040, 1044, 1045, 1046, 1049, 1050, 1054, 1066, 1068, 1069, 1348, 1427, 1469, 1515 3448, 3604, 3612, 3650, 3652, 3670, 3671, 3675, 3676, 3679, 3697, 4602, 4653 |
| 10 | Siófok (Szabadisóstó), 7. sz. út                     | 44 | 1302, 1512, 1528, 1563, 1708, 1840, 1842 5358, 5458, 8325, 8326 |
| 11 | Siófok, (Szabadifürdő), vasúti megállóhely           | 43 | 2, 24, N2 1174, 1302, 1512, 1528, 1563, 1708, 1840, 1842 5358, 5458, 7324, 7325, 8325, 8326 S30, személyvonat, sebesvonat, Déli<-parti InterRégió, Déli->parti InterRégió, Vitorlás InterRégió, Panoráma expresszvonat, Jégmadár expresszvonat, Aranypart expresszvonat |
| 12 | Siófok, felső                                        | 42 | 1302, 1528, 1563, 1593, 1708 5358, 5458, 7324, 7325, 8325, 8326 |
| 13 | Siófok, autóbusz-állomás                             | 41 | 1, 2, 3, 4, 7, 14, 14A, 18, 24, N2 1172, 1174, 1177, 1302, 1499, 1506, 1512, 1528, 1563, 1564, 1592, 1593, 1708, 1740, 1742, 1840, 1842 5358, 5439, 5458, 5608, 5906, 5916, 5917, 6008, 6010, 6011, 6015, 6016, 6018, 6035, 6038, 6040, 6041, 6042, 6043, 6051, 6053, 6101, 7324, 7325, 8274, 8325, 8326 S30, személyvonat, sebesvonat, Déli<-parti InterRégió, Déli->parti InterRégió, Esti Csók InterRégió, Vitorlás InterRégió, Panoráma expresszvonat, Jégmadár expresszvonat, Aranypart expresszvonat, Ezüstpart expresszvonat, Aranyhíd expresszvonat, Napfürdő expresszvonat, Balaton InterCity, Tópart InterCity, Agram-Tópart nemzetközi InterCity, Adria nemzetközi InterCity |
| 14 | Zamárdi, vasúti megállóhely                          | 40 | 1174, 1177, 1499, 1506, 1528, 1592, 1593, 1708, 1742, 1842 5906, 5916, 6016, 6035, 6038, 6040, 6041, 6042, 6043, 6051, 6053, 6101 személyvonat, Déli<-parti InterRégió, Déli->parti InterRégió, Vitorlás InterRégió, Jégmadár expresszvonat, Aranypart expresszvonat, Ezüstpart expresszvonat, Aranyhíd expresszvonat, Napfürdő expresszvonat, Balaton InterCity, Tópart InterCity, Agram-Tópart nemzetközi InterCity |
| 15 | Zamárdi, Csap utca                                   | 39 | 1499, 1506, 1528, 1592, 1742, 1842 5906, 5916, 6035, 6038, 6040, 6041, 6042, 6043, 6051 |
| 16 | Balatonföldvár, Szántódi elágazás                    | 38 | 1174, 1177, 1499, 1506, 1528, 1592, 1593, 1742, 1842 5906, 5916, 6035, 6038, 6040, 6041, 6042, 6043, 6051, 6101 |
| 17 | Balatonföldvár, Mátyás király utca                   | 37 | 1174, 1499, 1506, 1528, 1592, 1593, 1742, 1842 5906, 5916, 6035, 6038, 6040, 6041, 6042, 6043, 6051 |
| 18 | Balatonföldvár, Központi Autóbusz-váróterem          | 36 | 1174, 1177, 1499, 1506, 1528, 1592, 1593, 1742, 1842 5906, 5916, 6035, 6038, 6040, 6041, 6042, 6043, 6051, 6072, 6101 |
| 19 | Balatonföldvár, Szépkilátó                           | 35 | 1499, 1506, 1528, 1592, 1742, 1842 5906, 6038, 6040, 6041, 6042, 6043, 6051 |
| 20 | Balatonszárszó, Jószef Attila üdülő                  | 34 | 1499, 1506, 1528, 1592, 1742, 1842 5906, 6038, 6040, 6041, 6042, 6043, 6051 |
| 21 | Balatonszárszó, Béketelep                            | 33 | 1499, 1506, 1528, 1592, 1742, 1842 5906, 6038, 6040, 6041, 6042, 6043, 6051 |
| 22 | Balatonszárszó, Községháza                           | 32 | 1177, 1499, 1506, 1528, 1592, 1742, 1842 5906, 6038, 6040, 6041, 6042, 6043, 6051, 6101 |
| 23 | Balatonszárszó, Horgásztó                            | 31 | 1499, 1506, 1528, 1592, 1742, 1842 5906, 6040, 6041, 6042, 6043 |
| 24 | Balatonőszöd, 7. sz. út                              | 30 | 1177, 1499, 1506, 1528, 1592, 1742, 1842 5906, 6040, 6041, 6042, 6043, 6101 |
| 25 | Balatonszemes, Községháza                            | 29 | 1177, 1499, 1506, 1528, 1592, 1742, 1842 5906, 6040, 6041, 6042, 6043, 6101 |
| 26 | Balatonszemes, Németh Pál utca                       | 28 | 1499, 1506, 1528, 1592, 1742, 1842 5906, 6040, 6041, 6042, 6043 |
| 27 | Balatonszemes, Alsó                                  | 27 | 1499, 1506, 1528, 1592, 1742, 1842 5906, 6040, 6041, 6042, 6043 |
| 28 | Balatonlelle, Rádpusztai elágazás                    | 26 | 1499, 1506, 1528, 1592, 1742, 1842 5906, 6040, 6041, 6042, 6043 |
| 29 | Balatonlelle, Felső                                  | 25 | 1499, 1506, 1528, 1592, 1742, 1842 5906, 6040, 6041, 6042, 6043 |
| 30 | Balatonlelle, Becsali köz                            | 24 | 1499, 1506, 1528, 1592, 1742, 1842 5906, 6040, 6041, 6042, 6043, 6101 személyvonat, sebesvonat, Déli<-parti InterRégió, Déli->parti InterRégió, Napfürdő expresszvonat, Ezüstpart expresszvonat |
| 31 | Balatonlelle, Vasúti megállóhely                     | 23 | 1177, 1499, 1506, 1528, 1578, 1579, 1592, 1665, 1673, 1742, 1842 5905, 5906, 6040, 6041, 6042, 6043, 6071, 6101, 6195 személyvonat, sebesvonat, Déli<-parti InterRégió, Déli->parti InterRégió, Esti Csók InterRégió, Vitorlás InterRégió, Jégmadár expresszvonat, Aranypart expresszvonat, Ezüstpart expresszvonat, Aranyhíd expresszvonat, Napfürdő expresszvonat, Balaton InterCity, Tópart InterCity, Agram-Tópart nemzetközi InterCity |
| 32 | Balatonlelle, Vágóhíd utca                           | 22 | 1499, 1506, 1528, 1578, 1579, 1665, 1842 5905, 6040, 6042, 6043, 6071, 6195 |
| 33 | Balatonlelle, Benzinkút                              | 21 | 1499, 1506, 1528, 1578, 1579, 1665, 1842 5905, 6040, 6042, 6043, 6071, 6195 |
| 34 | Balatonboglár, Orvosi rendelő                        | 20 | 1499, 1506, 1528, 1578, 1579, 1665, 1673, 1842 5905, 6040, 6042, 6043, 6071, 6195 |
| 35 | Balatonboglár, Platán sor                            | 19 | 1499, 1506, 1528, 1578, 1579, 1665, 1842 5905, 6040, 6042, 6043, 6071, 6195 |
| 36 | Balatonboglár, Vasútállomás                          | 18 | 1499, 1506, 1528, 1578, 1579, 1665, 1673, 1842 5905, 5988, 6040, 6042, 6043, 6071, 6175, 6176, 6195 személyvonat, sebesvonat, Déli<-parti InterRégió, Déli->parti InterRégió, Esti Csók InterRégió, Vitorlás InterRégió, Jégmadár expresszvonat, Aranypart expresszvonat, Ezüstpart expresszvonat, Aranyhíd expresszvonat, Napfürdő expresszvonat, Balaton InterCity, Tópart InterCity, Agram-Tópart nemzetközi InterCity |
| 37 | Balatonboglár, Jankovich üdülőtelep                  | 17 | 1499, 1506, 1528, 1578, 1579, 1665, 1842 5905, 5988, 6040, 6042, 6043, 6071, 6195 |
| 38 | Ordacsehi elágazás                                   | 16 | 1499, 1506, 1528, 1578, 1579, 1665, 1842 5905, 5988, 6040, 6042, 6043, 6071, 6195 |
| 39 | Fonyód (Fonyódliget), Vasúti megállóhely bejárati út | 15 | 1499, 1506, 1528, 1578, 1579, 1665, 1673, 1842 5905, 5988, 6040, 6042, 6043, 6071, 6195 személyvonat, sebesvonat, Déli<-parti InterRégió, Déli->parti InterRégió, Vitorlás InterRégió, Jégmadár expresszvonat, Aranypart expresszvonat, Ezüstpart expresszvonat, Napfürdő expresszvonat |
| 40 | Fonyód (Fonyódliget), Árpád utca                     | 14 | 1499, 1506, 1528, 1578, 1579, 1665, 1842 5905, 5988, 6040, 6042, 6043, 6071, 6195 |
| 41 | Fonyód (Fonyódliget), Alsó                           | 13 | 1499, 1506, 1528, 1578, 1579, 1665, 1842 5905, 5988, 6040, 6042, 6043, 6071, 6195 |
| 42 | Fonyód, Vasútállomás                                 | 12 | 1, 2 1499, 1506, 1528, 1578, 1579, 1665, 1673, 1723, 1842 5905, 5988, 6040, 6042, 6043, 6071, 6195, 6196 személyvonat, sebesvonat, Déli<-parti InterRégió, Déli->parti InterRégió, Helikon InterRégió, Esti Csók InterRégió, Vitorlás InterRégió, Jégmadár expresszvonat, Aranypart expresszvonat, Ezüstpart expresszvonat, Aranyhíd expresszvonat, Napfürdő expresszvonat, Fenyves expresszvonat, Balaton InterCity, Tópart InterCity, Agram-Tópart nemzetközi InterCity, Adria nemzetközi InterCity |
| 43 | Fonyód (Bélatelep), Forduló                          | 11 | 1 1499, 1506, 1578, 1579, 1665, 1723, 1842 5905, 6042, 6043 |
| 44 | Fonyód (Alsóbélatelep), vasúti megállóhely           | 10 | 1499, 1506, 1578, 1579, 1665, 1673, 1723, 1842 5905, 6042, 6043 személyvonat, sebesvonat, Déli<-parti InterRégió, Déli->parti InterRégió, Helikon InterRégió, Napfürdő expresszvonat, Fenyves expresszvonat |
| 45 | Balatonfenyves, Tömörkény utca                       | 9  | 1499, 1506, 1578, 1579, 1665, 1723, 1842 5905, 6042, 6043 |
| 46 | Balatonfenyves, Felső                                | 8  | 1499, 1506, 1578, 1579, 1665, 1673, 1723, 1842 5905, 6042, 6043 |
| 47 | Balatonfenyves, vasútállomás                         | 7  | 1499, 1506, 1578, 1579, 1665, 1673, 1723, 1842 5905, 6042, 6043 személyvonat, sebesvonat, Déli<-parti InterRégió, Déli->parti InterRégió, Helikon InterRégió, Napfürdő expresszvonat, Fenyves expresszvonat, Balaton InterCity, Tópart InterCity, Agram-Tópart nemzetközi InterCity, Balatonfenyvesi Gazdasági Vasút |
| 48 | Balatonkeresztúr, templom                            | 6  | 1194, 1499, 1506, 1569, 1842 |
| 49 | Balatonszentgyörgy, Berzsenyi utca 57.               | 5  | 1187 1193, 1194, 1499, 1506, 1569, 1578, 1842 6043, 6103, 6162, 6166, 6192, 6193 |
| 50 | Keszthely, Egyetem, Kollégium                        | 4  | 3 1194, 1499, 1506, 1569, 1579, 1665, 1673, 1723, 1842 5974, 5976, 6103, 6162, 6192, 6373 |
| 51 | Keszthely, autóbusz-állomás                          | 3  | 1, 2, 3, 5, C5 1194, 1212, 1499, 1506, 1569, 1579, 1625, 1631, 1636, 1658, 1665, 1666, 1673, 1714, 1723, 1724, 1725, 1732, 1735, 1736, 1794, 1806, 1808, 1842, 1846 5974, 5976, 6103, 6162, 6192, 6216, 6218, 6230, 6231, 6237, 6306, 6310, 6316, 6350, 6355, 6360, 6361, 6363, 6364, 6370, 6373, 6375, 6384, 6386, 6387, 6391, 6395, 6396, 6398, 6415, 7357, 7721, 7722 személyvonat, sebesvonat, Helikon InterRégió, Lesence expresszvonat, Tanúhegy expresszvonat, Fenyves expresszvonat, Balaton InterCity |
| 52 | Keszthely, Bercsényi utca                            | 2  | 70, C5 1194, 1499, 1506, 1569, 1625, 1631, 1636, 1658, 1665, 1666, 1673, 1714, 1724, 1725, 1735, 1736, 1794, 1806, 1808, 1842 5976, 6103, 6162, 6216, 6218, 6230, 6231, 6237, 6306, 6307, 6310, 6316, 6355, 6360, 6361, 6363, 6364, 6370, 6375, 6384, 6386, 6387, 6391, 6395, 6396, 6398, 6415, 7721, 7722 |
| 53 | Keszthely, Egry József utca                          | 1  | 1194, 1499, 1506, 1666, 1735, 1794 6218, 6230, 6231, 6237, 6307, 6308, 6310, 6316, 6370, 6375, 6396, 6415 |
| 54 | Hévíz, autóbusz-állomás végállomás                   | 0  | 1188, 1193, 1194, 1499, 1506, 1569, 1625, 1636, 1658, 1665, 1666, 1673, 1714, 1724, 1725, 1736, 1794, 1806, 1808, 1842 5976, 6103, 6162, 6216, 6218, 6230, 6231, 6237, 6306, 6310, 6316, 6350, 6355, 6360, 6361, 6363, 6364, 6370, 6372, 6375, 6383, 6384, 6386, 6387, 6390, 6391, 6395, 6396, 6398, 6415, 7722 |